# UTC-10:30
UTC-10:30とは、協定世界時(UTC)を10時間30分遅らせた標準時である。
現在採用している国・地域はない。

## 歴史
かつてハワイで1900年から1947年までの間、標準時としてグリニッジ標準時-10:30 が用いられた。後に -10:00 に変更された。